# Брилянтин 2
„Брилянтин 2“ (на английски: Grease 2) е американска музикална романтична комедия от 1982 г., продължение на „Брилянтин“ (1978). Режисьор е Патриша Бърч, сценарист е Кен Финкелман, и е базиран на едноименния мюзикъл, написан от Джим Джейкъбс и Уорън Кейси. Във филма участват Максуел Кофийлд, Мишел Пфайфър, Адриан Змед, Лорна Лъфт, Диди Кон, Ийв Ардън, Сид Цезар, Дуди Гудмън, Таб Хънтър и Кони Стивънс. Премиерата на филма е на 11 юни 1982 г. от „Парамаунт Пикчърс“.